# Ismael Kurtz
Ismael Kurtz (né à Araucária, le 23 janvier 1939) est un entraîneur brésilien de football, qui a été sélectionneur du Ghana et de l'Angola dans les années 1990 et 2000.  

## Biographie
Il a été un des préparateurs physiques de la sélection brésilienne des moins de 20 ans entre 1983 et 1985, sous la conduite de Jair Pereira da Silva (pt). Il fait partie du staff qui a remporté successivement le Championnat de la CONMEBOL de football des moins de 20 ans 1983 et le Championnat du monde de football juniors 1983. 
Puis il a dirigé le club brésilien de Fluminense entre avril et juillet 1988, pendant 17 matchs, avec un bilan de 7 victoires, 7 nuls et 3 défaites. 
Ensuite, il dirige deux sélections africaines, à savoir le Ghana (terminant quatrième de la CAN 1996) et de l'Angola. Avec l'Angola, il l'a été le temps d'une année et a été licencié après la défaite surprise contre le Tchad (1-3, le 12 octobre 2003 lors des qualifications pour le Mondial 2006). 